# Грабарь, Пётр Николаевич
Пётр Николаевич Грабарь (10 сентября 1898, Киев — † 25 января 1986, Париж, Франция) — французский учёный в области химии, биохимии, иммунологии, иммунохимии.

## Биография
Пётр Грабарь родился в семье потомственного дворянина. Его отец — Николай Грабарь — сенатор, советник Кассационного суда в Санкт-Петербурге, мать — баронесса Елизавета Притвиц. Брат — Андрей Грабарь — специалист в области древнехристианского и византийского искусства (профессор Коллеж де Франс, действительный член Французской Академии наук).
Учился в Пажеском корпусе Петрограда, Инженерной химической школе (Лилль), Страсбургском университете (доктор наук, 1930).
В эмиграции с 1919 года. После учёбы переехал в Страсбург, где получил должность заведующего лабораторией клинической медицины в Страсбургском университете (1926—1930). 1930-38 — ассистент кафедры биохимии. Как учёный формировался под влиянием профессора медицинской химии Леона Блюма: П. Грабарь изучал биохимические свойства патогенеза диабета, разрабатывал методы очистки инсулина. В 1942 — защитил в Сорбонне вторую докторскую диссертацию на тему «Разработка метода ультрафильтрации белков». В 1938 — возглавил лабораторию в Институте Пастера в Париже. Для усовершенствования знаний по иммунохимии стажировался в США у основоположника этого направления науки М. Гейдельбургера. Именно тогда П. Грабарь из биохимика и физико-химика переквалифицировался в иммунолога. 1946-68 — заведовал Отделом химии микробов в Институте Пастера. В 1960 — назначен директором Института по изучению рака в Национальном центре научных исследований Франции в Вильжюиф. П. Грабарь предложил онкологам несколько методов диагностики ряда форм раковых новообразований. Будущее развитие науки подтвердило большую перспективность исследовательской программы учёного в области онкоиммунологии.
П. Грабарь, как учёный, имел высокий международный авторитет. На 1-м Международном конгрессе иммунологов (США, 1971) он был назван в числе пяти самых выдающихся иммунологов мира. Его монография «Иммуноэлектрофоретический анализ» (соавтор П. Буртен) переведена на многие языки. Учёный — основоположник Французского общества иммунологов, многолетний его президент.

## Награды
Среди наград П. Грабаря, в частности, премия Пастера, серебряная медаль Национального центра научных исследований Франции, Международная премия по иммунологии имени Беринга, Медаль Роберта Коха, Гран-При Института Франции.
П. Грабарь — участник французского Движения сопротивления, Кавалер и Офицер ордена Почётного Легиона, Командор «Академических Пальм».